# ЛЕН Лига шампиона
ЛЕН Лига шампиона (скраћ. ЛЛШ; енгл. LEN Champions League) најјаче је клупско ватерполо такмичење у Европи. Такмичење се од оснивања до 1996. звало Куп шампиона (енгл. Champions Cup) или Европски куп (енгл. European Cup), тада је име промењено у Лига шампиона. Од сезоне 2003/04. до 2010/11. је носило назив Евролига (енгл. Euroleague), а од сезоне 2011/12. такмичење се поново зове Лига шампиона.
Победник Лиге шампиона игра са победником Купа Европе за трофеј Суперкупа Европе. До 2002. се за трофеј Суперкупа са прваком Европе борио освајач Купа победника купова.

## Формат
У последњих пет година такмичење је често мењало формат. У лето 2013. усвојен је систем, који би требало да важи најмање три сезоне. У Лиги шампиона учествује 12 клубова. Осам клубова су директни учесници: Партизан, Југ, Олимпијакос, Егер, Бреша, Шпандау 04, Галатасарај и Барселонета, која је, као домаћин, директан учесник завршног турнира, „фајнал сикса” 2014. и 2015. Кроз квалификације у сезони 2013/14. прошли су Раднички, Про Реко, Приморје и Орадеа. Клубови су подељени у две групе од по шест учесника, а по три из сваке групе пролазе на „фајнал сикс”.
Стари систем: У такмичењу 2012/13. требало је да учествује укупно 24 екипе (због каснијих отказа учествовао је 21 тим), а број учесника сваке државе је одређен према оствареним резултатима на последњем Европском првенству. Сваки савез имао је право на више својих учесника зависно од релевантности својих националних шампионата, једине земље које су имале привилегију да имају 2 обезбеђена места (првак и вицепрвак) су Србија, Црна Гора, Мађарска, Италија, Немачка, Шпанија, Хрватска и Грчка, док савези Холандије, Румуније, Македоније и Турске имале једно обезбеђено место у такмичењу, чиме се долази до бројке од 20 клубова. За последња 4 места клубови су се борили кроз квалификације. Црна Гора и Македонија нису пријавиле своје тимове за Лигу шампиона 2012/13.

## Досадашња финала
У периоду од 1966. до 1970. и од 1983. до 1996. играле су се две утакмице у местима екипа које играју у финалу. Од 1997. се игра турнир четворице (фајнал фор).
| Сезона        | Домаћин                                          | Победник                                         | Победник                                         | Резултат                                         | Финалиста                                        | Финалиста                                        |
| ------------- | ------------------------------------------------ | ------------------------------------------------ | ------------------------------------------------ | ------------------------------------------------ | ------------------------------------------------ | ------------------------------------------------ |
| Куп шампиона  |                                                  |                                                  |                                                  |                                                  |                                                  |                                                  |
| 1963/64.      | Загреб                                           | Партизан (1)                                     | Социјалистичка Федеративна Република Југославија | [ а ]                                            | Динамо Москва                                    | Совјетски Савез                                  |
| 1964/65.      | Милано                                           | Про Реко (1)                                     | Италија                                          | [ б ]                                            | Партизан                                         | Социјалистичка Федеративна Република Југославија |
| 1965/66.      | Београд Магдебург                                | Партизан (2)                                     | Социјалистичка Федеративна Република Југославија | 8 : 7 (5 : 3, 3 : 4)                             | Динамо Магдебург                                 | Источна Немачка                                  |
| 1966/67.      | Београд Реко Женева                              | Партизан (3)                                     | Социјалистичка Федеративна Република Југославија | 5 : 3, 1 : 2, 4 : 3                              | Про Реко                                         | Италија                                          |
| 1967/68.      | Загреб Букурешт                                  | Младост Загреб (1)                               | Социјалистичка Федеративна Република Југославија | 8 : 6 (4 : 2, 4 : 4)                             | Динамо Букурешт                                  | Румунија                                         |
| 1968/69.      | Загреб Москва                                    | Младост Загреб (2)                               | Социјалистичка Федеративна Република Југославија | 11 : 7 (7 : 3, 4 : 4)                            | Динамо Москва                                    | Совјетски Савез                                  |
| 1969/70.      | Загреб Реко                                      | Младост Загреб (3)                               | Социјалистичка Федеративна Република Југославија | 7 : 6 (5 : 3, 2 : 3)                             | Про Реко                                         | Италија                                          |
| 1970/71.      | Београд                                          | Партизан (4)                                     | Социјалистичка Федеративна Република Југославија | [ б ]                                            | Младост Загреб                                   | Социјалистичка Федеративна Република Југославија |
| 1971/72.      | Хвар                                             | Младост Загреб (4)                               | Социјалистичка Федеративна Република Југославија | [ б ]                                            | Про Реко                                         | Италија                                          |
| 1972/73.      | Будимпешта                                       | Орвушегетем (1)                                  | Мађарска                                         | [ б ]                                            | Партизан                                         | Социјалистичка Федеративна Република Југославија |
| 1973/74.      | Москва                                           | МГУ Москва (1)                                   | Совјетски Савез                                  | [ б ]                                            | Орвушегетем                                      | Мађарска                                         |
| 1974/75.      | Београд                                          | Партизан (5)                                     | Социјалистичка Федеративна Република Југославија | [ б ]                                            | Орвушегетем                                      | Мађарска                                         |
| 1975/76.      | Амерсфорт                                        | Партизан (6)                                     | Социјалистичка Федеративна Република Југославија | [ б ]                                            | Вашаш                                            | Мађарска                                         |
| 1976/77.      | Москва                                           | ЦСК ВМФ Москва (1)                               | Совјетски Савез                                  | [ б ]                                            | Зиан                                             | Холандија                                        |
| 1977/78.      | Палермо                                          | Наполи (1)                                       | Италија                                          | [ б ]                                            | ЦСК ВМФ Москва                                   | Совјетски Савез                                  |
| 1978/79.      | Барселона                                        | Орвушегетем (2)                                  | Мађарска                                         | [ б ]                                            | Монжуик                                          | Шпанија                                          |
| 1979/80.      | Западни Берлин                                   | Вашаш (1)                                        | Мађарска                                         | [ б ]                                            | Партизан                                         | Социјалистичка Федеративна Република Југославија |
| 1980/81.      | Дубровник                                        | Југ (1)                                          | Социјалистичка Федеративна Република Југославија | [ б ]                                            | Шпандау 04                                       | Њемачка                                          |
| 1981/82.      | Барселона                                        | Барселона (1)                                    | Шпанија                                          | [ б ]                                            | Шпандау 04                                       | Њемачка                                          |
| 1982/83.      | Алмати Западни Берлин                            | Шпандау 04 (1)                                   | Њемачка                                          | 17 : 16 (7 : 10, 10 : 6)                         | Динамо Алмати                                    | Совјетски Савез                                  |
| 1983/84.      | Алфен ан ден Рајн Реко                           | Про Реко (2)                                     | Италија                                          | 16 : 15 (8 : 10, 8 : 5)                          | Алфен                                            | Холандија                                        |
| 1984/85.      | Москва Будимпешта                                | Вашаш (2)                                        | Мађарска                                         | 21 : 16 (11 : 11, 10 : 5)                        | ЦСК ВМФ Москва                                   | Совјетски Савез                                  |
| 1985/86.      | Будимпешта Западни Берлин                        | Шпандау 04 (2)                                   | Њемачка                                          | 14 : 13 (7 : 9, 7 : 4)                           | Будимпешта ВСК                                   | Мађарска                                         |
| 1986/87.      | Западни Берлин Москва                            | Шпандау 04 (3)                                   | Њемачка                                          | 17 : 13 (10 : 5, 7 : 8)                          | Динамо Москва                                    | Совјетски Савез                                  |
| 1987/88.      | Пескара Западни Берлин                           | Пескара (1)                                      | Италија                                          | 21 : 19 (12 : 10, 9 : 9)                         | Шпандау 04                                       | Њемачка                                          |
| 1988/89.      | Западни Берлин Барселона                         | Шпандау 04 (4)                                   | Њемачка                                          | 22 : 21 (11 : 10, 11 : 11)                       | Каталонија                                       | Шпанија                                          |
| 1989/90.      | Западни Берлин Загреб                            | Младост Загреб (5)                               | Социјалистичка Федеративна Република Југославија | 20 : 10 (9 : 1, 11 : 9)                          | Шпандау 04                                       | Њемачка                                          |
| 1990/91.      | Загреб Напуљ                                     | Младост Загреб (6)                               | Социјалистичка Федеративна Република Југославија | 21 : 17 (10 : 7, 11 : 10)                        | Наполи                                           | Италија                                          |
| 1991/92.      | Савона Сплит                                     | Јадран Сплит (1)                                 | Хрватска                                         | 21 : 20 (10 : 12, 11 : 8)                        | Савона                                           | Италија                                          |
| 1992/93.      | Загреб Сплит                                     | Јадран Сплит (2)                                 | Хрватска                                         | 13 : 12 (7 : 8, 6 : 4)                           | Младост Загреб                                   | Хрватска                                         |
| 1993/94.      | Будимпешта Барселона                             | Ујпешт (1)                                       | Мађарска                                         | 21 : 17 (10 : 6, 11 : 11)                        | Каталонија                                       | Шпанија                                          |
| 1994/95.      | Барселона Будимпешта                             | Каталонија (1)                                   | Шпанија                                          | 15 : 13 (7 : 6, 8 : 7)                           | Ујпешт                                           | Мађарска                                         |
| 1995/96.      | Будимпешта Загреб                                | Младост Загреб (7)                               | Хрватска                                         | 13 : 10 (7 : 4, 6 : 6)                           | Ујпешт                                           | Мађарска                                         |
| Лига шампиона |                                                  |                                                  |                                                  |                                                  |                                                  |                                                  |
| 1996/97.      | Напуљ                                            | Посилипо (1)                                     | Италија                                          | 10 : 7                                           | Младост Загреб                                   | Хрватска                                         |
| 1997/98.      | Загреб                                           | Посилипо (2)                                     | Италија                                          | 8 : 6                                            | Пескара                                          | Италија                                          |
| 1998/99.      | Напуљ                                            | ПОШК Сплит (1)                                   | Хрватска                                         | 8 : 7                                            | Бечеј                                            | Савезна Република Југославија                    |
| 1999/00.      | Бечеј                                            | Бечеј (1)                                        | Савезна Република Југославија                    | 11 : 8                                           | Младост Загреб                                   | Хрватска                                         |
| 2000/01.      | Дубровник                                        | Југ (2)                                          | Хрватска                                         | 8 : 7                                            | Олимпијакос                                      | Грчка                                            |
| 2001/02.      | Будимпешта                                       | Олимпијакос (1)                                  | Грчка                                            | 9 : 7                                            | Хонвед                                           | Мађарска                                         |
| 2002/03.      | Ђенова                                           | Про Реко (3)                                     | Италија                                          | 9 : 4                                            | Хонвед                                           | Мађарска                                         |
| Евролига      |                                                  |                                                  |                                                  |                                                  |                                                  |                                                  |
| 2003/04.      | Будимпешта                                       | Хонвед (1)                                       | Мађарска                                         | 7 : 6                                            | Јадран Херцег Нови                               | Србија и Црна Гора                               |
| 2004/05.      | Напуљ                                            | Посилипо (3)                                     | Италија                                          | 9 : 8                                            | Хонвед                                           | Мађарска                                         |
| 2005/06.      | Дубровник                                        | Југ (3)                                          | Хрватска                                         | 9 : 7                                            | Про Реко                                         | Италија                                          |
| 2006/07.      | Милано                                           | Про Реко (4)                                     | Италија                                          | 9 : 8                                            | Југ                                              | Хрватска                                         |
| 2007/08.      | Барселона                                        | Про Реко (5)                                     | Италија                                          | 13 : 12                                          | Југ                                              | Хрватска                                         |
| 2008/09.      | Ријека                                           | Приморац (1)                                     | Црна Гора                                        | 8 : 7                                            | Про Реко                                         | Италија                                          |
| 2009/10.      | Напуљ                                            | Про Реко (6)                                     | Италија                                          | 9 : 3                                            | Приморац                                         | Црна Гора                                        |
| 2010/11.      | Рим                                              | Партизан (7)                                     | Србија                                           | 11 : 7                                           | Про Реко                                         | Италија                                          |
| Лига шампиона |                                                  |                                                  |                                                  |                                                  |                                                  |                                                  |
| 2011/12.      | Велики Варадин                                   | Про Реко (7)                                     | Италија                                          | 11 : 8                                           | Приморје                                         | Хрватска                                         |
| 2012/13.      | Београд                                          | Црвена звезда (1)                                | Србија                                           | 8 : 7                                            | Југ                                              | Хрватска                                         |
| 2013/14.      | Барселона                                        | Барселонета (1)                                  | Шпанија                                          | 7 : 6                                            | Раднички Крагујевац                              | Србија                                           |
| 2014/15.      | Барселона                                        | Про Реко (8)                                     | Италија                                          | 8 : 7                                            | Приморје                                         | Хрватска                                         |
| 2015/16.      | Будимпешта                                       | Југ (4)                                          | Хрватска                                         | 6 : 4                                            | Олимпијакос                                      | Грчка                                            |
| 2016/17.      | Будимпешта                                       | Солнок (1)                                       | Мађарска                                         | 10 : 5                                           | Југ                                              | Хрватска                                         |
| 2017/18.      | Ђенова                                           | Олимпијакос (2)                                  | Грчка                                            | 9 : 7                                            | Про Реко                                         | Италија                                          |
| 2018/19.      | Хановер                                          | Ференцварош (1)                                  | Мађарска                                         | 10 : 10 (4 : 3 пет)                              | Олимпијакос                                      | Грчка                                            |
| 2019/20.      | Такмичење је прекинуто због пандемије ковида 19. | Такмичење је прекинуто због пандемије ковида 19. | Такмичење је прекинуто због пандемије ковида 19. | Такмичење је прекинуто због пандемије ковида 19. | Такмичење је прекинуто због пандемије ковида 19. |                                                  |
| 2020/21.      | Београд                                          | Про Реко (9)                                     | Италија                                          | 9 : 6                                            | Ференцварош                                      | Мађарска                                         |
| 2021/22.      | Београд                                          | Про Реко (10)                                    | Италија                                          | 13 : 13 (4 : 3 пет)                              | Нови Београд                                     | Србија                                           |
| 2022/23.      | Београд                                          | Про Реко (11)                                    | Италија                                          | 14 : 11                                          | Нови Београд                                     | Србија                                           |
| 2023/24.      | Валета                                           | Ференцварош (2)                                  | Мађарска                                         | 12 : 11                                          | Про Реко                                         | Италија                                          |
| 2024/25.      | Валета                                           | Ференцварош (3)                                  | Мађарска                                         | 13:11                                            | Нови Београд                                     | Србија                                           |

## Успешност по клубовима
- Ажурирано након сезоне 2022/23.

| Поз.           | Клуб           | Победник | Финалиста | Године победник                                                   |
| 1.             | Про Реко       | 11       | 8         | 1965, 1984, 2003, 2007, 2008, 2010, 2012, 2015, 2021, 2022, 2023. |
| 2.             | Младост Загреб | 7        | 4         | 1968, 1969, 1970, 1972, 1990, 1991, 1996.                         |
| 3.             | Партизан       | 7        | 3         | 1964, 1966, 1967, 1971, 1975, 1976, 2011.                         |
| 4.             | Шпандау 04     | 4        | 4         | 1983, 1986, 1987, 1989.                                           |
| 5.             | Југ            | 4        | 3         | 1981, 2001, 2006, 2016.                                           |
| 6.             | Посилипо       | 3        | —         | 1997, 1998, 2005.                                                 |
| 7.             | Олимпијакос    | 2        | 3         | 2002, 2018.                                                       |
| 8.             | Орвушегетем    | 2        | 2         | 1973, 1979.                                                       |
| 9.             | Вашаш          | 2        | 1         | 1980, 1985.                                                       |
| 10.            | Ференцварош    | 2        | 1         | 2019, 2024.                                                       |
| 11.            | Јадран Сплит   | 2        | —         | 1992, 1993.                                                       |
| 12.            | Хонвед         | 1        | 3         | 2004.                                                             |
| 13.            |                |          |           |                                                                   |
| Ујпешт         | 1              | 2        | 1994.     |                                                                   |
| Каталонија     | 1              | 2        | 1995.     |                                                                   |
| ЦСК ВМФ Москва | 1              | 2        | 1977.     |                                                                   |
| 16.            |                |          |           |                                                                   |
| Наполи         | 1              | 1        | 1978.     |                                                                   |
| Пескара        | 1              | 1        | 1988.     |                                                                   |
| Бечеј          | 1              | 1        | 2000.     |                                                                   |
| Приморац       | 1              | 1        | 2009.     |                                                                   |
| 20.            |                |          |           |                                                                   |
| МГУ Москва     | 1              | —        | 1974.     |                                                                   |
| Барселона      | 1              | —        | 1982.     |                                                                   |
| ПОШК Сплит     | 1              | —        | 1999.     |                                                                   |
| Црвена звезда  | 1              | —        | 2013.     |                                                                   |
| Барселонета    | 1              | —        | 2014.     |                                                                   |
| Солнок         | 1              | —        | 2017.     |                                                                   |

## Успешност по државама
- Ажурирано након сезоне 2022/23.

| Поз.                       | Држава                                | Победник | Финалиста | Године победник                                                                                       |
| 1.                         | Италија                               | 16       | 11        | 1965, 1978, 1984, 1988, 1997, 1998, 2003, 2005, 2007, 2008, 2010, 2012, 2015, 2018, 2021, 2022, 2023. |
| 2.                         | Хрватска (и као део СФРЈ)             | 14       | 9         | 1968, 1969, 1970, 1972, 1981, 1990, 1991, 1992, 1993, 1996, 1999, 2001, 2006, 2016.                   |
| 3.                         | Мађарска                              | 9        | 10        | 1973, 1979, 1980, 1985, 1994, 2004, 2017, 2019, 2024.                                                 |
| 4.                         | Србија (и као део СФРЈ, СРЈ и СЦГ)    | 9        | 7         | 1964, 1966, 1967, 1971, 1975, 1976, 2000, 2011, 2013.                                                 |
| 5.                         | Немачка                               | 4        | 5         | 1983, 1986, 1987, 1989.                                                                               |
| 6.                         | Шпанија                               | 3        | 3         | 1982, 1995, 2014.                                                                                     |
| 7.                         | Русија (и као део СССР)               | 2        | 4         | 1974, 1977.                                                                                           |
| 8.                         | Грчка                                 | 2        | 3         | 2002, 2018.                                                                                           |
| 9.                         | Црна Гора (и као део СФРЈ, СРЈ и СЦГ) | 1        | 2         | 2009.                                                                                                 |
| 10.                        | Холандија                             | —        | 2         | — |
| 11.                        |                                       |          |           | |
| Казахстан (и као део СССР) | —                                     | 1        | —         | |
| Румунија                   | —                                     | 1        | —         | |
| Бивше државе               |                                       |          |           | |
| 1.                         | СФРЈ                                  | 13       | 4         | 1964, 1966, 1967, 1968, 1969, 1970, 1971, 1972, 1975, 1976, 1981, 1990, 1991.                         |
| 2.                         | СССР                                  | 2        | 5         | 1974, 1977.                                                                                           |
| 3.                         | СРЈ                                   | 1        | 2         | 2000.                                                                                                 |

## Најкориснији играчи финалног турнира
| - 2010 — Вања Удовичић - 2011 — Тамаш Кашаш - 2012 — Денеш Варга - 2013 — Андрија Прлаиновић - 2014 — Алберт Еспањол - 2015 — Фелипе Пероне - 2016 — Фелипе Пероне (2) - 2017 — Андрија Прлаиновић (2) | - 2018 — Јосип Павић - 2019 — Денеш Варга (2) - 2020 — није додељена - 2021 — Душан Мандић - 2022 — Ђакомо Канела - 2023 — Алваро Гранадос - 2024 — Душан Мандић (2) |